# Власенко, Сергей Владимирович
Серге́й Влади́мирович Вла́сенко (укр. Сергій Володимирович Власенко; род. 7 марта 1967, Львов) — украинский политик и юрист. Депутат Верховной Рады Украины VI, VII, VIII и IX созывов.
Заслуженный юрист Украины (2006).

## Биография
Родился 7 марта 1967 года во Львове.
В 1992 году окончил юридический факультет Львовского государственного университета имени Ивана Франко по специальности «правоведение», в котором учился с 1987 года.
1984—1985 — делопроизводитель юридического отдела Львовского завода имени Ленина. По окончании очного обучения в вузе стал начальником юридической службы АО «Международная Восточно-Европейская Товарно-Фондовая биржа». 1992—1999 — первый заместитель директора львовского общества с ограниченной ответственностью "ПКФ «Континент-Украина-Львов». В 1993 году — юрист львовского общего отдела предприятий «Бинграис ЛТД».
1993—1997 — директор львовского совместного предприятия «СЦБ — Украина».
В 1997-м получил свидетельство на право осуществления адвокатской деятельности, после чего переехал в Киев.
1998—2000 — заместитель председателя — начальник департамента «Центра развития украинского законодательства» в столице.
В 2000 году — адвокат адвокатской компании «Правис», затем — начальник информационно-аналитического управления НАК «Нафтогаз Украины».
В 2000—2006 годах Сергей Власенко — старший партнёр адвокатских компаний «Правис», «Резников, Власенко и партнеры».
В 2006—2008 годах — партнёр юридической фирмы «Магистр и партнеры».
В марте 2008 года был назначен заместителем председателя Государственной налоговой администрации Украины.

## Профессиональная карьера
В течение своей адвокатской карьеры Сергей Власенко принимал участие в ряде резонансных дел. В частности, в 2004 году он защищал интересы кандидата на пост президента Украины Виктора Ющенко в деле о массовых фальсификациях во время второго тура выборов, в 2005 году принимал участие в приватизационных спорах вокруг «Криворожстали» и «Никопольского завода ферросплавов».
Также защищал авторские права украинского исполнителя Андрея Данилко (сценический псевдоним Верка Сердючка), отстаивал интересы иностранного предприятия «Интер-медиа» по иску о признании права собственности на долю в уставном фонде украинского телеканала «Студия „1+1“».
Отмечен в рейтинге «100 рекомендованных юристов» издательства «Юридическая Практика».
В октябре 2010 года отказался от звания заслуженного юриста Украины в знак протеста против отмены Конституционным судом закона о внесении изменений в Конституцию Украины от 8 декабря 2004 года (так называемой политреформы).
В мае 2011 года стал защитником экс-премьера Юлии Тимошенко в уголовном деле о газовых контрактах.

## Политическая деятельность
3 июня 2008 года принял присягу народного депутата Украины, избран по списку Блока Юлии Тимошенко (№ 170 в списке). Член фракции «Блок Юлии Тимошенко — Батькивщина», при этом оставался беспартийным. В парламенте VI созыва входил в состав комитета Верховной рады Украины по вопросам правосудия.
6 марта 2013 года высший административный суд Украины лишил Сергея Власенко депутатского мандата. Суд признал, что Власенко, будучи народным депутатом, занимался адвокатской деятельностью.. 4 марта 2014 года мандат был возвращён Сергею Власенко в связи с переходом его однопартийца Арсения Яценюка на пост премьер-министра и появлением вакантного места во фракции. По словам спикера Верховной Рады Александра Турчинова «согласно постановлению ВАСУ от 28 февраля 2014 года Власенко является народным депутатом».
2 сентября 2014 года зарегистрировал постановление о ликвидации Печерского райсуда Киева, который по его словам во времена президентства Виктора Януковича был образцом заведомо неправосудных решений и использовался для расправы с оппонентами режима. В пояснительной записке к документу в качестве примеров указаны «газовое дело» против Юлии Тимошенко и процесс против Юрия Луценко (эти приговоры были отменены после отстранения Виктора Януковича с поста президента Украины и его бегства в РФ, в первом случае учитывалось и решение ЕСПЧ).
На парламентских выборах 26 октября 2014 года был избран народным депутатом Украины по партийному списку «Батькивщины», в котором занимал 15 позицию. Председатель Комитета Верховной рады Украины по вопросам государственного строительства, региональной политики и местного самоуправления.
1 ноября 2018 года были введены российские санкции против 322 граждан Украины, включая Сергея Власенко.
В сентябре 2024 года заявил, что в Украине "во всех ключевых государственных институтах руководителей "оценивают добродетель" (читай назначают) иностранцы или лица, определенные иностранцами".

## Уголовные дела
21 января 2013 года сообщил о своём возможном аресте в ближайшее время, основанием для этого собираются сделать якобы невыполнение решения суда в гражданском производстве по трём эпизодам: «невыплата долга в бракоразводном процессе с Натальей Окунской, похищение машины и разбой в отношении бывшей жены». Связывал это ситуацию с фигурой советника президента Украины Виктора Януковича Андрея Портнова (с 2005 по 2010 год был главным юристом команды Юлии Тимошенко.).
11 ноября 2013 года после пребывания около 6 часов в здании Главного следственного управления Генпрокуратуры покинул помещение с тремя повестками и уведомлением о подозрении. На следующий день Печерский суд избрал для него меру пресечения в виде залога в сумме 22 940 гривен и разрешил выезжать в Харьков к Тимошенко, адвокатом которой он является.
15 января Генеральная прокуратура Украины начала уголовное производство в отношении действий Сергея Власенко к своей бывшей жене Окунской по статье о незаконном лишении свободы или похищении человека.
17 января 2014 года Печерский районный суд Киева удовлетворил ходатайство Сергея Власенко о закрытии уголовного производства в отношении него об избиении бывшей жены Натальи Окунской в связи с истечением срока давности.
14 марта года прокуратура закрыла уголовные производства в связи с отсутствием состава преступления. Указанные производства расследовались Главным следственным управлением по фактам невыполнения судебного решения по ч.1 ст.382 Уголовного кодекса Украины, незаконного лишения свободы экс-супруги депутата Натальи Окунской и в ч.2 ст.146, ч.2 ст.15 УК Украины при отсутствии состава преступления (незаконное лишение свободы или похищение человека)..

## Семейная жизнь
Отец Владимир Алексеевич (1940) и мать Любовь Ильинична (1939) — пенсионеры.
С 2003 по 2004 год Сергей Власенко состоял в браке с известной телеведущей Ольгой Бурой. В мае 2004 года Ольга Бура трагически погибла в ДТП.
В 2006 году Сергей Власенко зарегистрировал брак с украинской топ-моделью и светской львицей Натальей Васильевной Окунской. Брак был расторгнут в 2008 году, супруга получила половину совместно нажитого имущества (дом и автомобиль) и повлёк за собой череду публичных скандалов. Наталья Окунская последовательно обвиняет Сергея Власенко в неисполнении финансовых обязательств перед детьми; в том, что он лишил её всего совместно нажитого имущества; в семейном насилии, а также, в связи с публичными выступлениями Власенко, в профессиональной некомпетентности и манкировании нормами юриспруденции в собственных целях.
От второго брака есть дочь — Полина.
Сам Сергей Власенко нападки бывшей супруги называет «заказной провокацией» и попыткой дискредитировать его как юриста.
В декабре 2014 года был госпитализирован из-за проблем с сердцем, врачами была проведена операция.
1 июля 2016 года бывшая супруга Наталья Окунская сообщила, что французский суд отказал депутату Верховной Рады Украины Сергею Власенко в выдаче на Украину его дочери Полины, которая проживает в Париже со своей матерью.

## Скандальные факты
- 7 июля 2016 года в Верховной Раде Украины произошла драка между депутатом от фракции «Народный фронт» Сергеем Пашинским и депутатом от фракции «Батькивщина» Сергеем Власенко.
- 26 ноября 2018 на заседании Верховной Рады Власенко обозвал нецензурным ругательством вице-спикера Верховной Рады И. Геращенко[23].

## Награды
- Наградное оружие — пистолет «Форт-17» (22 апреля 2014)[24].